# Клевакінське (Режівський міський округ)
Клева́кінське (рос. Клевакинское) — село у складі Режівського міського округу Свердловської області.
Населення — 1202 особи (2010, 1172 у 2002).
Національний склад станом на 2002 рік: росіяни — 88 %.